# Đoàn Giỏi
Đoàn Giỏi (Tân Hiệp, 1925. május 17. – Ho Si Minh-város, 1989. április 2.) vietnámi író.

## Élete
Gazdag földbirtokos családból származott, komoly birtokaik voltak a Tien folyó mentén. Az 1945. augusztusi forradalom után a család minden birtokáról lemondott a vietnami kormány javára. Giỏi 1939 és 1940 közt a Gia Định képzőművészeti iskolában tanult. A franciákkal szembeni ellenállás éveiben a biztonsági iparban dolgozott, később propaganda- és művészeti előadásokat tartott.
1949 és 1954 közt a Vietnami Déli Irodalom Szövetségében tevékenykedett, cikkeket írt előbb a Lá Lúa, később a Văn nghệ Miền Nam magazinok számára. 1954 után Észak-Vietnamba költözött, 1955-től könyveket írt és lapokat szerkesztett, munkatársa volt a Đài Tiếng nói Việt Nam (Vietnam hangja) rádiónak és a Hội Văn nghệ Việt Nam-nak (Vietnami Művészek Szövetsége). Tagja volt a Vietnami Írószövetség Végrehajtó Bizottságának és a Vietnámi Kommunista Pártnak. Írói álnevei Nguyễn Hoài, Nguyễn Phú Lễ és Huyền Tư voltak.
Legsikeresebb könyve a Cuộc truy tầm kho vũ khí című, 1962-ben megjelent ifjúsági regény, amelyet több nyelvre is lefordítottak (magyarul a Delfin könyvek sorozatban jelent meg Hajsza a fegyverekért címmel, 1976-ban). A könyv Vietnámban számos utánközlést ért meg, valamint film is készült belőle. A műre Giỏi 1957 februárjában kapott megrendelést a Vietnámi Írószövetségtől. A szövetség meghatározta a munka témáját (a dél-vietnámi gyermekek élete) és a megírásra kiszabott időt (négy hónap). Giỏi csak májusban fogott neki az írásnak, s egy hónap alatt elkészült a művel, amely komoly sikert aratott: megjelent Magyarországon, a Szovjetunióban, Kínában, az NDK-ban, Kubában, stb. Giỏi rákban hunyt el, 2000. április 7.-én Ho Si Minh-városban utcát neveztek el róla.

## Válogatott munkái
- Đường về gia hương (1948)
- Cá bống mú (1956)
- Đất rừng phương Nam (1957)
- Cuộc truy tầm kho vũ khí (1962)

## Fordítás
- Ez a szócikk részben vagy egészben  a(z)   Đoàn Giỏi című vietnámi Wikipédia-szócikk ezen változatának fordításán alapul.  Az eredeti cikk szerkesztőit annak laptörténete sorolja fel. Ez a jelzés csupán a megfogalmazás eredetét és a szerzői jogokat jelzi, nem szolgál a cikkben szereplő információk forrásmegjelöléseként.